# Neoachmandra
Neoachmandra ist eine Gattung der Kürbisgewächse (Cucurbitaceae), die in den Tropen der Alten Welt beheimatet ist.

## Merkmale
Die Arten sind kleine, meist einjährige Kletterpflanzen. Sie sind stets monözisch. Vorblätter fehlen. Die Ranken sind einfach. Die Blätter sind einfach, die Nervatur ist handförmig. 
Die Blüten sind mit einem Durchmesser von rund fünf Millimetern klein. Ihre Farbe ist weiß. Der Blütenstiel ist schlank. Die Kelchblätter sind sehr klein, schmal elliptisch bis linealisch, meist rückwärts gebogen. Die Kronblätter sind frei, (schmal) elliptisch, die Knospenstellung ist meist valvat. Die vom Hypanthium gebildete Blütenröhre ist glockenförmig.
Die männlichen Blütenstände bestehen aus einer bis vier (selten bis acht) langgestielten Blüten, am gleichen Knoten entspringt meist auch eine (selten mehrere) langgestielte weibliche Blüten. Im Blütenstand fehlen Brakteen. Die männlichen Blüten haben einen (selten drei) meist 10 bis 50 Millimeter langen Blütenstiel. Die (selten zwei) drei Staubblätter setzen in der oberen Hälfte der Blütenröhre an. Die Staubfäden sind kurz, höchstens so lang wie die bithekischen Staubbeuteln. Das Konnektiv ist breit. Der Nektariums-Diskus ist frei und annähernd kugelig. 
Die weiblichen Blüten stehen häufig allein oder zu zweit am gleichen Knoten wie der männliche Blütenstand, der sich jedoch früher entwickelt. Der Blütenstiel ist (selten kurz) meist lang. Der stets kahle Fruchtknoten ist kugelig bis ellipsoidisch-länglich, meist mit einem schlanken Hals an der Spitze. Die papillös-haarige Narbe besteht aus (selten zwei) meist drei Lappen. Staminodien sind meist vorhanden. Der Diskus ist ringförmig und frei von der Blütenröhre. 
Meist reift eine (selten zwei) Frucht pro Pflanze. Der Fruchtstiel ist lang. Die Frucht ist kugelig, schmal ellipsoidisch oder länglich, 0,5 bis sieben Zentimeter lang. Die Spitze kann geschnäbelt sein. Die Oberfläche ist glatt, (rosa-)weiß bis rot, das Innere saftig oder breiig. Das Perikarp ist trocken, häutig oder knorpelig. Die Samen sind wenig bis zahlreich, flach (bei N. sphaerosperma kugelig), von oval-elliptischer Form, die Oberfläche leicht konvex, nicht skulpturiert und runden Kanten. Die Basis kann einen kurzen Flügel tragen.

## Verbreitung
Die Gattung ist in den Tropen der Alten Welt verbreitet: Afrika, Madagaskar; in Südost-Asien von Indien, China, Japan bis Malesien, Australien und die pazifischen Inseln. 

## Systematik
Die Gattung wurde 2006 von W.J. de Wilde und Duyfjes erstbeschrieben. Ihr wurden etliche Arten, die zuvor in die Gattungen Zehneria und Melothria gestellt wurden, zugeordnet. Die Gattung wird in die Tribus Benincaseae, Subtribus Benincasinae innerhalb der Unterfamilie Cucurbitoideae gestellt. Ihr Schwestertaxon ist Zehneria. 
Die in Asien bis Australien vorkommenden Arten sind:  
- Neoachmandra backeri W.J. de Wilde & Duyfjes – West-Malesien: Java, Kleine Sunda-Inseln
- Neoachmandra boholensis (Merr.) W.J.de Wilde & Duyfjes – Philippinen
- Neoachmandra brevirostris (W.J. de Wilde & Duyfjes) W.J. de Wilde & Duyfjes – Thailand
- Neoachmandra clemensiae (Merr. & L.M.Perry) W.J.de Wilde & Duyfjes – Neuguinea
- Neoachmandra cunninghamii (F. Muell.) W.J. de Wilde & Duyfjes – Ost-Australien
- Neoachmandra deltoidea (Schumach.) W.J.de Wilde & Duyfjes – Sri Lanka, Süd-Indien, Madagaskar, Afrika
- Neoachmandra filipes (Merr. & L.M.Perry) W.J.de Wilde & Duyfjes – Neuguinea
- Neoachmandra hermaphrodita (W.J. de Wilde & Duyfjes) W.J. de Wilde & Duyfjes – Thailand
- Neoachmandra idenburgensis (Merr. & L.M.Perry) W.J.de Wilde & Duyfjes – Molukken (?), Neuguinea
- Neoachmandra indica (Lour.) W.J. de Wilde & Duyfjes –  weit verbreitet
- Neoachmandra japonica (Thunb. ex A.Murray bis) W.J.de Wilde & Duyfjes  – Süd- und Zentral-China, Japan
- Neoachmandra lancifolia W.J. de Wilde & Duyfjes – Neuguinea
- Neoachmandra leucocarpa (Blume) W.J.de Wilde & Duyfjes – Süd-Sumatra, Java
- Neoachmandra macrantha W.J. de Wilde & Duyfjes – Philippinen
- Neoachmandra morobensis (Merr. & L.M.Perry) W.J.de Wilde & Duyfjes – Neuguinea
- Neoachmandra nesophila W.J. de Wilde & Duyfjes – Ost-Java, Kleine Sunda-Inseln, Philippinen
- Neoachmandra odorata (Hook. f. & Thomson ex C.B. Clarke) W.J. de Wilde & Duyfjes – Indien
- Neoachmandra pentaphylla (Naudin) W.J.de Wilde & Duyfjes – Neukaledonien
- Neoachmandra platysperma W.J. de Wilde & Duyfjes – Thailand
- Neoachmandra samoensis (A. Gray) W.J. de Wilde & Duyfjes – Samoa
- Neoachmandra scaberrima (Merr.) W.J.de Wilde & Duyfjes – Philippinen
- Neoachmandra sphaerosperma (W.J. de Wilde & Duyfjes) W. J. de Wilde & Duyfjes – Thailand
- Neoachmandra wallichii (C.B. Clarke) W.J. de Wilde & Duyfjes – Thailand, Myanmar